# (400226) 2007 DA101
(400226) 2007 DA101 es un asteroide perteneciente al cinturón de asteroides, descubierto el 26 de febrero de 2007 por el equipo del Mount Lemmon Survey desde el Observatorio del Monte Lemmon, Arizona, Estados Unidos.

## Designación y nombre
Designado provisionalmente como 2007 DA101.

## Características orbitales
2007 DA101 está situado a una distancia media del Sol de 3,195 ua, pudiendo alejarse hasta 3,312 ua y acercarse hasta 3,078 ua. Su excentricidad es 0,036 y la inclinación orbital 10,35 grados. Emplea 2086,17 días en completar una órbita alrededor del Sol.

## Características físicas
La magnitud absoluta de 2007 DA101 es 16,1.